# لی‌لی دوبوویتز
لی‌لی دوبوویتز (انگلیسی: Lilly Dubowitz؛ ۲۰ مارس ۱۹۳۰ – ۱۴ مارس ۲۰۱۶) یک پزشک کودک بود.
وی به‌همراه همسرش ویکتور دوبوویتز موفق به ابداع «مقیاس دوبوویتز» جهت تعیین سن حاملگی شدند.
وی در بوداپست زاده شد و دختر هِـدویش و یولیوس شبوک بود.